# Munizipalität Achalgori
Die Munizipalität Achalgori (georgisch ახალგორის მუნიციპალიტეტი, Achalgoris munizipaliteti) ist de jure eine Munizipalität in der georgischen Region Mzcheta-Mtianeti. De facto gehört das Territorium zur nicht unter georgischer Kontrolle stehenden Republik Südossetien, die nur von wenigen Staaten anerkannt ist. Südossetien betrachtet das Gebiet als Rajon Leningor (ossetisch Ленингоры район, Leningory rajon; russisch Ленингорский район, Leningorski rajon), einen ihrer vier Rajone.
Verwaltungssitz der Munizipalität ist die Siedlung Achalgori (von Südossetien als Leningor bezeichnet; in der sowjetischen Periode auch georgisch Leningori). Die Fläche beträgt 1011 km².
Nach Angaben der Volkszählung 2002 hatte die Munizipalität (im zu diesem Zeitpunkt georgisch kontrollierten Teil) 7703 Bewohner, 2015 waren es nach südossetischen Angaben im gesamten Rajon 4209.  2002 betrug der Anteil von Georgiern an der Bevölkerung  84,6 %, die 2008 größtenteils aus dem Gebiet geflohen sind, und 14,4 % Osseten. 1939 betrug der Anteil der Georgier noch 38,8 %, der Anteil der Osseten 57,3 %.
Nachdem die Einwohnerzahl des Gebietes bereits während seiner Zugehörigkeit zum Südossetischen Autonomen Gebiet der Georgischen SSR der Sowjetunion bis 1989/1990 kontinuierlich zurückgegangen war und sich faktisch halbiert hatte, verstärkte sich diese Tendenz durch die folgenden Auseinandersetzungen im Rahmen des südossetisch-georgischen Konfliktes, sodass dort heute weniger als ein Fünftel der Bevölkerung von 1939 lebt.
Bevölkerungsentwicklung
Anmerkung: Volkszählungsdaten. Bis 1989 Rajon Leningori des Südossetischen Autonomen Gebietes. 2015 südossetische kontrollierter Rajon Leningor.

Bis zum Kaukasuskrieg im August 2008 stand der größere, östliche Teil der Munizipalität einschließlich der Stadt Achalgori – das als Ksani-Schlucht bezeichnete Tal des Ksani und seiner Nebenflüsse – unter georgischer Kontrolle, ein kleinerer Teil im Südwesten – die Lechura-Schlucht sowie im äußersten Südwesten der Rand der Innerkartlischen Ebene – stand unter Kontrolle der südossetischen Separatisten. Das in der Ebene gelegene Dorf Zinagar (georgisch Zinagari) diente in dieser Zeit als vorläufiges Verwaltungszentrum für die Verwaltung der südossetischen Regierung. Seit August 2008 steht der Rajon komplett unter südossetischer Kontrolle.